# Titus Popescu
Titus Popescu (n. 25 mai 1913 – d. 2011 București,  România) a fost profesor, scriitor, poet român și militar de carieră în  Armata Română. 

## Prezentare generală
În timpul carierei sale a fost profesor universitar la Academia Militară, matematician și scriitor, membru al „Uniunii Scriitorilor din România” și al „Asociației Oamenilor de Știință din România”. În anul 1976 a fondat Cenaclul Literar „Vasile Cârlova” al Veteranilor de Război, urmând ca acesta să fie deschis publicului larg. 

## Biografie
La 25 mai 1913, în comuna Malu cu Flori fostul județ Muscel, s-a născut Titus Popescu în familia învățătorului Ion și Maria Popescu.

## Studii
Urmează cursurile Liceului „Dinicu Golescu” din Câmpulung Muscel, unde se remarcă ca un elev excepțional, cu talent la matematică și literatură. Se înscrie în 1932 în paralel la cursurile Universității din București, Facultatea de Științe, secția de Matematică si ale Scolii Politehnice din București. În timpul studenției este premiat la concursul național „Tinerimea Română”, 1938. Între anii 1936–1938 urmează Școala de Ofițeri de Artilerie din Craiova. În 1938 este avansat ca sublocotenent și repartizat la Centrul de Instructie AA de la Ghencea, fiind cooptat de colonelul Ion Bungescu în colectivul de specialitate, ce lucra la aparatul central de  tragere pentru AA. Urmează Academia Militară Generală din București în anii 1948-1950.

## Carieră militară și viață personală
E avansat sublocotenent în anul 1938, locotenent în 1940, căpitan în 1945, maior în 1951, locotenent colonel în 1956, colonel 1961, general de brigdă 1995 și general maior 1999.
Fiind un  fluent vorbitor de limba germană, în vara anului 1941, face parte din comisia militară ce a plecat la Belgrad pentru a recepționa tehnica de luptă (avioane și tunuri AA), capturată de Armata Germană și cedate Armatei Române. În timpul Războiului din Est, 22 iunie 1941 – 23 august 1944, comandă succesiv bateriile AA 31 Vickers și 147 Rheinmetall. Pentru participarea la asediul Odesei, primește medalia Cruciada Împotriva Comunismului. S-a distins în luptele pentru apărarea orașelor Galați, Brăila, Ploiești și București. A fost decorat pentru bravură cu ordinul militar Steaua Romaniei și  Coroana României cu panglica de Virtute Militară.
În februarie 1944, urmează cursul de comandament de la Gottingen și devine membru în comisia de recepționare a tehnicii de luptă cumpărată din Germania în baza acordului Olivenbaum. La 18 martie 1944 s-a căsătorit cu Virginia Grigorescu, de origine dintr-o familie de militari, cu care a avut trei fii: Corneliu, Vladimir și Eugeniu. 

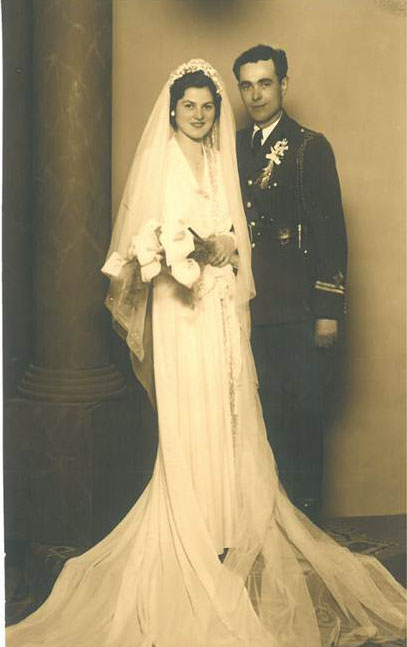
Titus Popescu și soția sa, Virginia, 1944

În anul 1945 participă în Campania din Vest la comanda Bateriei AA 147 Vickers pe poziții succesive: Turnișor, Sebeș, Simeria, Radna, Orosháza, Szeged, Budapesta, Komarom. 
În anul 1948 este avansat Căpitan, lucrează în M.Ap.N. la Direcția Înzestrarea Aeronautică care făcea parte din Subsecretariatul de Stat pentru Aviație. Devine  Maior la Comandamentul Artileriei Antiaeriene a Teritoriului în anul 1951. Din 1956 este Lt. Colonel Conferențiar la Academia Militară, disciplina Tragerile Artileriei, Profesor al Academia Militare. Se consacră tot mai mult matematicii din această perioadă, începând să editeze primele lucrări bine primite în țară și străinătate: „Retrospectiva Matematică”, 2 volume, „Matematici aplicate”, „Matematica de vacanță”, „Probleme antrenante”, „Caleidoscop matematic”, etc.
După exemplul profesorului de la Facultatea de Matematică, Ion Barbu (Dan Barbilian), a îmbinat în mod fericit matematica cu literatura. Publică „Flori și  ispite”, „Ostași ai libertăți”i, „Cadențe libere”, „Poemul vieții” etc. 
În urma relaxării politice de la sfârșitul anilor 1960, organizează un cerc literar, transformat ulterior în Cenaclul literar Vasile Cârlova, inițial al veteranilor de război de pe lânga Cercul Militar Național.
Devenind rapid un cenaclu de înaltă ținută culturală și patriotică, este frecventat de personalități importante ale vieții culturale, atât militari cât și civili: Generalul lt. Paul Leonida (ofițer din M. St. M), Generalul lt. Pavel Zăgănescu, Generalul Titus Gârbea, șeful misiunii de legătură între armata germană și română, General col. Gheorghe Cealac, comandantul Corpului de Cavalerie în stepa Calmucă, General lt. Gheorghe Marinescu, Colonel Marin Georgescu,  Colonel Gheorghe Eminescu, nepotul fratelui al lui Mihai Eminescu, autor al excepționalei lucrări “Napoleon Bonaparte”, General aviator Șendrea, General aviator Di Cezare, colonel Gh. Romanescu, autor al "Istoriei Militare a Românilor", cât și personalități civile: Acad. Alex. Piru, prof. univ. dr. Smântânescu, secretar al lui Nicolae Iorga, acad. Vasile Bulgar, poetul Nichita Stănescu, poetul Dan Mutașcu, poeta prof. Paula Romanescu, poeta Mihaela Orascu Tomescu, poeta Maria Cernegură, prof. Florian Petrescu, directorul Casei de Cultură Mihai Eminescu, scriitoarea Viorica Nania, col. Ion Mailat, mr. Paul Cohimban, col. Ion Frățilă, etc. În acea perioada, s-au editat peste 20 de Antologii de Cenaclu.
În anul 1990 Generalul Titus Popescu a fondat editura Vasile Cârlova, care a tipărit lucrările de memorialistică de razboi a A.N.V.R., 3 volume din „Veteranii de pe drumul onoarei și jertfei 1941-1945”. După revoluția din 1989, a fost avansat ca general de brigadă și apoi general-maior. 
La împlinirea vârstei de 90 de ani  a lui Titus Popescu, Generalul Vasile Bărboi scrie:
„Recunosc la generalul Titus Popescu caracterul său ferm, puterea sa extraordinară de muncă, curajul hotărârilor și faptelor sale, demnitatea cu care apără prestigiul funcțiilor ce deplinește, dar mai presus de toate, patriotismul înflăcărat și luminat care îi anima toată ființa.”
Din salutul adresat de General Maior Titus Popescu, militarilor artileriști cu ocazia Zilei Armei 15 august 2005:
„Urez fiecărui militar, de la soldat la general, să cultive faima legendară a bravei noastre oștiri. Comandanților de la orice eșalon le recomand să urmărească dincolo de interesul personal, binele și înflorirea Țării. Să fie mereu înfrățiți cu Cinstea și Adevărul, iar dragostea de națiune să le fie îndreptar.”
S-a stins din viață la 24 iulie 2011.

## Opere
- Antinomii telurice, Editura Vasile Cârlova, 2001[8]
- Cadențe libere: versuri, Casa de Cultura "Mihai Eminescu", Cenaclul de literatura patriotica "V. Cîrlova", 1980[9]
- Cartea de onoare a cenaclului literar "Vasile Cârlova", Editura "Vasile Carlova", 2003[10]
- Efemeride în crepuscul, Editura Vasile Cârlova, 2002[11]
- Jocul dialectic între sacru și profan, Bucuresti[12]
- Lumina zorilor, Editura Vasile Cârlova, 1997[13]
- Matematica de vacanță, Editura Sport-Turism, 1986[14]
- Orizont deschis, Editura V.Cârlova, 1994[15]
- Rapsod în crepuscul, Editura Vasile Cârlova, 1996[16]
- Retrospectiva matematică, Litera, 1980[17]
- Roza gândurilor, Editura V. Cârlova, 1995 -1998[18]
- Ghirlande cu pelin : Miniroman, București editura Vasile Cârlova, 1995[19]